# Jeffri Flores
Jeffri Gilberto Flores Fernández (San Pedro Sula, Cortés, Honduras, 4 de agosto de 1994) es un futbolista hondureño. Juega de defensa y su equipo actual es el Vida de la Liga Nacional de Honduras.

## Trayectoria

### Real España
Comenzó en las divisiones menores del Real España. Con los «aurinegros» realizó su debut el 1 de febrero de 2012 contra Marathón, bajo las órdenes de Mario Zanabria, quien, en su momento, lo comparó con Walter Samuel, jugador que también debutó con «Marito» pero en Newell's Old Boys. Anotó su primer gol el 21 de marzo de 2012 en la goleada de 4 a 0 sobre el Vida.

### Platense
A mediados de 2017 reforzó al Platense, por petición de Reynaldo Clavasquín.
En julio de 2019, Flores y Edgar Álvarez, director deportivo del Platense, viajaron a Tegucigalpa para negociar su traspaso al Motagua. Luego de dos días de negociaciones, se anunció que las partes involucradas no habían llegado a un acuerdo económico.

### Vida
El 25 de septiembre de 2020, fue presentado como refuerzo del Vida.

## Clubes
| Club        | País     | Año             |
| ----------- | -------- | --------------- |
| Real España | Honduras | 2012 - 2017     |
| Platense    | Honduras | 2017 - 2020     |
| Vida        | Honduras | 2020 - Presente |

## Estadísticas

### Clubes
Actualizado al 23 de diciembre de 2020.
Último partido citado: Vida 5 - 1 Lobos UPNFM.
| Equipo                                                                        | Div.                | Temporada           | Liga     | Liga  | Copa Nacional | Copa Nacional | Copa Internacional(2) | Copa Internacional(2) | Total    | Total |
| Equipo                                                                        | Div.                | Temporada           | Partidos | Goles | Partidos      | Goles         | Partidos              | Goles                 | Partidos | Goles |
| Real España Honduras                                                          |                     |                     |          |       |               |               |                       |                       |          |       |
| 1.ª                                                                           | 2011-12             | 6                   | 1        | -     | -             | -             | -                     | 6                     | 1        |       |
| 1.ª                                                                           | 2012-13             | 4                   | 0        | -     | -             | -             | -                     | 4                     | 0        |       |
| 1.ª                                                                           | 2013-14             | 3                   | 0        | -     | -             | -             | -                     | 3                     | 0        |       |
| 1.ª                                                                           | 2014-15             | 18                  | 1        | -     | -             | 0             | 0                     | 18                    | 1        |       |
| 1.ª                                                                           | 2015-16             | 0                   | 0        | -     | -             | -             | -                     | 0                     | 0        |       |
| 1.ª                                                                           | 2016-17             | 1                   | 0        | -     | -             | -             | -                     | 1                     | 0        |       |
| Total                                                                         | Total               | 32                  | 2        | 0     | 0             | 0             | 0                     | 32                    | 2        |       |
| Platense Honduras                                                             |                     |                     |          |       |               |               |                       |                       |          |       |
| 1.ª                                                                           | 2017-18             | 27                  | 0        | -     | -             | 0             | 0                     | 27                    | 0        |       |
| 1.ª                                                                           | 2018-19             | 34                  | 1        | -     | -             | -             | -                     | 34                    | 1        |       |
| 1.ª                                                                           | 2019-20             | 13                  | 1        | -     | -             | -             | -                     | 13                    | 1        |       |
| Total                                                                         | Total               | 74                  | 2        | 0     | 0             | 0             | 0                     | 74                    | 2        |       |
| Vida Honduras                                                                 |                     |                     |          |       |               |               |                       |                       |          |       |
| 1.ª                                                                           | 2020-21             | 8                   | 0        | -     | -             | -             | -                     | 8                     | 0        |       |
| Total                                                                         | Total               | 8                   | 0        | 0     | 0             | 0             | 0                     | 8                     | 0        |       |
| Total en su carrera                                                           | Total en su carrera | Total en su carrera | 114      | 4     | 0             | 0             | 0                     | 0                     | 114      | 4     |
| (1)Incluye Liga de Campeones de la Concacaf (2014-15) y Liga Concacaf (2017). |                     |                     |          |       |               |               |                       |                       |          |       |

## Palmarés

### Campeonatos nacionales
| Título           | Club        | País     | Año  |
| ---------------- | ----------- | -------- | ---- |
| Torneo Apertura  | Real España | Honduras | 2013 |
| Copa de Honduras | Platense    | Honduras | 2018 |